# Sesbania bispinosa
Espèce
Statut de conservation UICN

 LC  : Préoccupation mineure
Sesbania bispinosa est une espèce de plantes à fleurs de la famille des Fabaceae (ou légumineuses). Elle est parfois utilisée dans le Deccan (Inde du sud) pour faire des haies brise-vent autour des cultures.

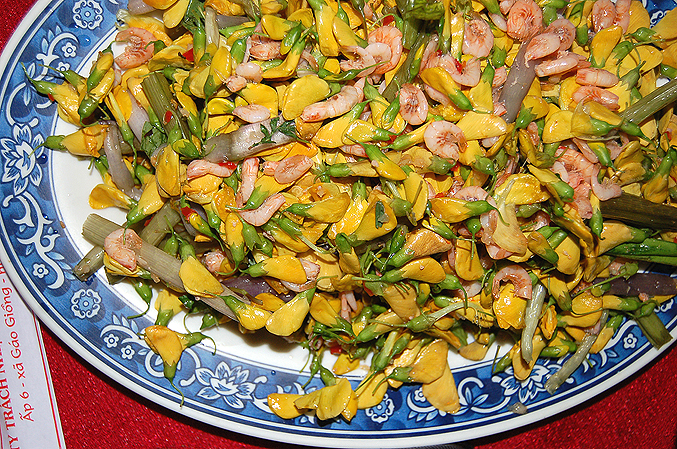
Plat vietnamien avec des fleurs de Sesbania bispinosa.

Les fleurs sont comestibles. 

## Liste des variétés
Selon Catalogue of Life (8 août 2014) :
- Sesbania bispinosa var. bispinosa
- Sesbania bispinosa var. grandiflora Du Puy & Labat

Selon Tropicos (8 août 2014) (Attention liste brute contenant possiblement des synonymes) :
- Sesbania bispinosa var. bispinosa
- Sesbania bispinosa var. elatior Prain
- Sesbania bispinosa var. grandiflora Du Puy & Labat
- Sesbania bispinosa var. micrantha (Chiov.) J.B. Gillett